# Marianne Brandstetter
Pour les articles homonymes, voir Brandstetter.
Marianne Porzel, née le 9 février 1936 à Nuremberg en Allemagne, de nationalité suisse, est une célébrité et philanthrope ayant participé à de nombreuses émissions de télévision après avoir publié son ouvrage autobiographique La Baronne chez Flammarion en 2002. Elle a également tourné dans deux films, People (2004) et Carla Rubens (2005).

## Biographie

### Jeunesse et débuts
Elle naît dans une famille aisée, d'un père médecin allemand et d'une mère suisse alémanique. Durant la guerre elle est envoyée dans le château de ses grands-parents maternels. C'est là qu'un jour elle découvre deux familles de voisins juifs cachés par son grand-père maternel, qui fut déporté pour ses opinions anti-nazies. Sa mère meurt juste après la fin de la guerre et son père se remarie avec une Polonaise nommée Vera, dont elle garde un très mauvais souvenir.
À 16 ans elle fait un apprentissage d'esthéticienne et obtient son diplôme à ses 18 ans. Elle s'établit à Genève, où elle se marie pour la première fois avec un citoyen suisse par lequel elle obtient la nationalité ; son premier mariage durera deux ans et il en naîtra un fils, Jean.

### Vie mondaine
Elle rencontre[Quand ?] l’ancien officier supérieur américain Frank M. Brandstetter - fils de l’aristocrate d’origine austro-hongroise Ferenc Brandstetter et de Maria Luise von Hubicki, de la famille d’origine polonaise des chevaliers Drag-Sas - dans sa propriété, lors d'un tournoi de backgammon. Copropriétaire de l'hôtel « Las Brisas » avec Carlos Troye, il est aussi propriétaire de l'une des plus belles villas d'Acapulco, « Casa de la tranquilidad », où il reçoit la jet set pour des fêtes et des dîners célèbres dans le monde entier. Elle l'épouse au bout d'un an de vie commune. En maîtresse de maison, Marianne côtoie les vedettes, chanteurs, actrices, écrivains, peintres, hommes politiques de la fin des années 1970, Acapulco étant alors une station balnéaire de la « jet society ». Henry Kissinger et sa femme Nancy, les astronautes Buzz Aldrin et Neil Armstrong, le général Ridgway, Barbara Walters, Richard Nixon, Lyndon B. Johnson, Harold Robbins, le baron et la baronne Enrico di Portanova (héritier du magnat du pétrole Hugh Roy Cullen (en)), Merle Oberon, Miguel Aleman (ancien président du Mexique) et sa femme Karine, Jacques et Monique Davidoff… sont des familiers de la villa des Brandstetter.
Après un divorce houleux, elle conserve le nom de son mari et adopte comme titre de fantaisie l’appellation de baronne - titre de noblesse que ni son ancien mari ni la famille de ce dernier n’ont jamais possédé ni porté - et s'installe avec le milliardaire James M. Crosby (1927-1986), qui est l'un des hommes les plus riches des États-Unis. Rencontré à Monte-Carlo, James Crosby est propriétaire d'une chaîne nationale d’hôtels situés aux États-Unis et des casinos Resorts International (Paradise Island aux Bahamas et plusieurs hôtels-casinos à Atlantic City, dont le Trump Taj Mahal et plusieurs casinos et hôtels de grand standing à l'étranger, dont un à Monaco et un en Suisse). Marianne est souvent très appréciée de tous, elle met souvent ses amis au service du groupe[évasif]. Elle fait ainsi embaucher l'un de ses amis, le chanteur Julio Iglesias, pour chanter dans les casinos de Crosby, et une de ses amies, la chanteuse Régine, qui sera chargée d'ouvrir des discothèques dans les hôtels du groupe.
Elle vivait entre un appartement de 400 m2 dans l’Impérial House Building à New York ainsi qu'à Atlantic City et dans sa villa de Paradise Island aux 
Bahamas. Elle faisait régulièrement des aller-retours à Paris en Concorde, ne se déplaçant qu'en hélicoptère entre les différentes résidences de Crosby, accumulant bijoux et vêtements de créateurs. Son époux James Crosby tombe gravement malade, elle le soutient moralement et l'assiste jusqu'à sa mort. Au décès de son mari en 1987 elle hérite d'une partie de sa fortune. La part de Marianne est estimée à 800 millions de dollars, et elle devient également propriétaire de 24 % des parts du groupe, qu'elle revendra quelques années plus tard à Donald Trump (son ex-femme Ivana Trump est d'ailleurs une de ses meilleures amies).

### Années postérieures
Aujourd'hui[Quand ?] elle organise principalement des galas de charité pour des causes humanitaires.
Elle vit actuellement[Quand ?] entre Monaco, dans une suite du Fairmont Monte Carlo, hôtel dont elle est locataire pour la somme de 10 000 euros mensuels, présente ou non, et les États-Unis dans un appartement à New York donnant sur Central Park, ainsi que dans un appartement d'un condominium de Miami Beach (le Portofino Tower), avec vue à 360° degrés, installé à même la plage, et un chalet suisse quelques mois dans l'année.
En 2005 Marianne Brandstetter participe à l'émission La Ferme Célébrités 2. Elle a également participé aux émissions : On ne peut pas plaire à tout le monde (2005), 20 h 10 pétantes (2004), Tout le monde en parle (2002), Zone interdite : Les folies de la Jet-Set (2001) et L'été de la jet set (2000) ainsi que Vis ma vie sur TF1 (2002).
Les 13, 14 et 15 septembre 2010, elle vend aux enchères à Monaco, au profit de l'association AMPA (qui lutte contre la maladie d'Alzheimer) et du centre hospitalier Princesse Grace, l'intégralité de sa garde-robe, soit 300 chapeaux, des centaines de robes, tailleurs, accessoires, bijoux, etc.

## Source
- Henry-Jean Servat, La Baronne, Flammarion, avril 2002  (ISBN 2080682512)

## Filmographie
- 2005 - Carla Rubens de Bernard Uzan (dans le rôle de la baronne)
- 2004 - People de Fabien Onteniente (dans son propre rôle : La baronne Brandstetter)